# Кау-Крик (индейская резервация)
Кау-Крик (англ. Cow Creek Reservation) — индейская резервация народа ампква, расположенная в юго-западной части штата Орегон, США.

## История
Племя кау-крик было создано как единое целое суперинтендантом по делам индейцев Орегона 19 сентября 1853 года, когда был подписан договор между Соединёнными Штатами и несколькими индейскими поселениями, расположенными между Каскадными горами и Береговым хребтом вдоль реки Кау-Крик. Кроме верхних ампква в объединённое племя были включены некоторые другие племенные группы индейцев. Согласно этому договору кау-крик уступали более 1 800 км² своих земель и соглашались переехать в созданную для них индейскую резервацию. Во время войны на реке Рог евроамериканцы вторглись на земли племени. Кау-крик были вынуждены покинуть свою территорию и уйти в горы, чтобы не стать жертвами нападения белых людей.
Американские власти предприняли усилия по переселению племени из своего района в резервации на севере Орегона. Большая часть кау-крик сопротивлялась попыткам переселения, но в январе 1856 года основная часть племени была депортирована в Гранд-Ронд, многие были вынуждены добираться пешком, так как не имели лошадей и фургонов. Некоторые отказались уезжать и смогли скрыться в горах. Члены племени позднее вступали в браки с другими индейцами, а также с франкоканадцами, которые проживали на юге Орегона. В 1918 году кау-крик создали официальное правительство. В 1954 году правительство США лишило племя федерального признания, но в 1982 кау-крик были официально восстановлены как племя и получили компенсацию в размере 1,5 миллиона долларов. В XXI веке племя продолжает покупать землю, чтобы увеличить площадь своей резервации.

## География
Резервация состоит из нескольких несмежных участков земли, расположенных в юго-западной части округа Дуглас, к западу от национального леса Ампква. Общая площадь Кау-Крик, включая трастовые земли (77,256 км²), составляет 92,057 км². Административным центром резервации является город Розберг.

## Демография
По данным федеральной переписи населения 2010 года, в резервации проживало 104 человека. Согласно федеральной переписи населения 2020 года в резервации проживало 229 человек, насчитывалось 57 домашних хозяйств и 90 жилых домов. Средний возраст, проживающих в Кау-Крик, составлял 36 лет. Средний доход на одно домашнее хозяйство в индейской резервации составлял 43 750 долларов США. Около 16,3 % всего населения находились за чертой бедности, в том числе 32,5 % тех, кому ещё не исполнилось 18 лет, и 5,4 % старше 65 лет.
Расовый состав распределился следующим образом: белые — 144 чел., афроамериканцы — 0 чел., коренные американцы (индейцы США) — 61 чел., азиаты — 0 чел., океанийцы — 0 чел., представители других рас — 4 чел., представители двух или более рас — 20 человек; испаноязычные или латиноамериканцы любой расы составили 10 человек. Плотность населения составляла 2,49 чел./км².

## Комментарии
1. ↑  В состав резервации входит лишь  часть населённого пункта.